# 청춘 기숙사
《청춘 기숙사》(영어: Flirting)는 오스트레일리아에서 제작된 존 다이건 감독의 1991년 성장 코미디 드라마 영화이다. 노아 테일러, 탠디 뉴턴 등이 출연하였고, 테리 헤이스 등이 제작에 참여하였다.

## 줄거리
1965년. 말을 더듬고 친구가 별로 없는 17살 대니는 뉴사우스웨일스 시골 기숙 학교에 다니게 된다.
대니는 학교 럭비 경기와 토론 대회를 통해 우간다인 정치활동가 아버지와 케냐-영국계 어머니 사이에서 태어난 인근 여학교 학생 탄디웨와 알게 된다. 탄디웨의 아버지는 캔버라의 한 대학에서 강의를 맡고 있으며, 어머니는 마우 마우에 휘말려 사망하였다.
두 사람은 엄격한 교칙과 인종 차별 관습에도 불구하고 사랑에 빠진다. 하지만 우간다 정치 상황이 심각해지자 탄디웨의 아버지는 귀국을 결정하고, 탄디웨도 따라가기로 하는데...

## 출연진
- 노아 테일러 - 대니 엠블링 역
- 탠디 뉴턴 - 탄디웨(탠디웨이) 아쥬아 역
- 니콜 키드먼 - 니컬라 래드클리프 역: 반장.
- 나오미 와츠 - 재닛 오저스 역: 탄디웨의 친구.
- 레스 힐 - 그레그 길모어 역
- 주디 파 - 셸라 엠블링 역

## 기타 제작진
- 배역: 리즈 멀리나
- 미술: 로저 포드
- 세트: 케리 브라운, 글렌 W. 존슨
- 의상: 로저 포드

## 같이 보기
- 오스트레일리아 영화